# منيون
منيون (بالإنجليزية: Minion) أو التابع عبارة عن كائن أصفر خيالي يتواجد في سلسلة أفلام أنا الحقير، التي ابتدأت بالفيلم أنا الحقير (2010)، ويتسم بلغته الفريدة وتصرفه الطفولي. والمنيون هو جالب الحظ الرسمي لشركة إليمونيشن للترفيه إحدي أقسام شركة يونيفرسال بيكشرز. بعدما اشترت شركة كومكاست شركة إن بي سي العالمية، فأخذ المنيون الصفة بأنهم رمز مؤسسي لكومكاست، الشركة الوالدة ليونيفرسال وإليمونيشن، على قدم المساواة مع ميكي ماوس.
وقد تم إنتاج فيلم خاص بهم بعد نجاح أول جزأين من أنا الحقير ويحكي فيلم المينيون عن قصة هذه المخلوقات وتطورها من خلية واحد في البحر إلى هذه المخلوقات الصفراء كما يحكي علاقتهم بالشر منذ بروزهم.
ديزني.